# Pozzuoli Jazz Festival
Pozzuoli Jazz Festival (PJF) festival dei Campi Flegrei è un festival di musica jazz che si tiene nella città di Pozzuoli e, più in generale, sul territorio dei Campi Flegrei dal 2010.

## Organizzazione
Ideato da Antimo Civero, è organizzato dall'Associazione Culturale "Jazz and Conversation". Si articola in una serie di concerti, con artisti italiani di fama internazionale ed ospiti stranieri, che si tengono in luoghi significativi di Pozzuoli e dei Campi Flegrei. Durante il festival, che si svolge a luglio, si svolgono anche concerti in diversi locali situati nei Campi Flegrei, sotto la denominazione "PJF CLUB Campi Flegrei: La musica che gira intorno". Il Festival ha anche la sezione "Winter" che nasce prima di quella estiva, nel 2009, all'interno dei concerti organizzati dall'associazione presso il Gran cafè  Al Blamangieri di Arco Felice Pozzuoli.
PJF è un progetto “civico” e un manifesto, e ha come finalità quella di sensibilizzare nei confronti del patrimonio artistico dei Campi flegrei, troppo spesso emarginato e posto in una condizione di torpore permanente, testimoniando, quella che il fondatore Antimo Civero definisce “autodifesa culturale”.
L’idea si caratterizza, dal punto di vista culturale, con una proposta che lega il territorio con la musica, coinvolgendo attori locali, imprese sponsor, siti monumentali e aree di pregio paesaggistico, altre realtà associative ed enti istituzionali in uno sforzo civico e collettivo senza finanziamenti pubblici. 
Sin dalla prima edizione gli artisti che partecipano al PJF viene fatto dono de "La Bomba della pace, di passione, amore e colore", opera realizzata dall'artista Raffaele Ariante nel suo laboratorio di Assisi.
L'evento è patrocinato dai comuni di Pozzuoli, Bacoli, Quarto e Monte di Procida e dalla Città di Assisi.

## Luoghi
I concerti sono ospitati in località di particolare fascino e storicamente rilevanti di Pozzuoli ed altre località dei Campi Flegrei. Tra queste:
- Solfatara di Pozzuoli
- Casina Vanvitelliana
- Rione Terra
- Anfiteatro Flavio
- Terme di Nettuno
- Darsena di Pozzuoli ('u Valione)

## Programma delle varie eduizioni
- XII edizione (19-28 luglio e 9 settembre 2021)
  - 19-07-2021 (Parco Archeologico di Cuma): Carmine Ioanna Quartet
  - 23-07-2021 (Parco Archeologico di Cuma): Francesco Cafiso, Mauro Schiavone Duo
  - 27-07-2021 (Parco Archeologico di Cuma): The Swingers Orchestra
  - 28-07-2021 (Parco Archeologico di Cuma): Danilo Blaiotta Trio
  - 09-09-2021 (Acropoli di Cuma): Pietro Condorelli e trioIl Vulcano Solfatara

- XI edizione (20-25 luglio 2020)[2]

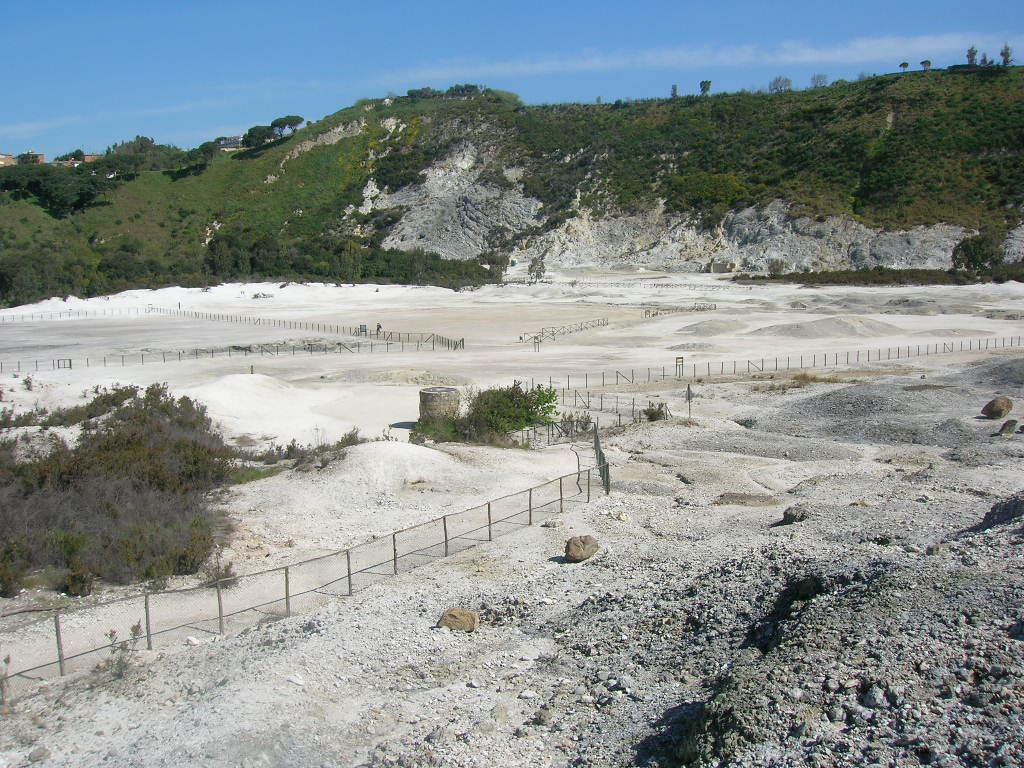
Il Vulcano Solfatara

  - 20-07-2020: Massimo Moriconi, Emila Zamuner
  - 24-07-2020: Giovanni Guidi al pianoforte e Flo (Floriana Cangiano)
  - 25-07-2020:  Luca Aquino - Giovanni Guidi duo

- X edizione (30 giugno - 27 luglio 2019)[3][4]
  - 20-06-2019 (Pozzuoli) Gegè Munari New 4ET
  - 21-06-2019 (Monte di Procida) Flo in Concerto
  - 22-06-2019 (Bacoli)  Mario Romano Quartieri Jazz Ensemble
  - 23-06-2019 (Monte di Procida) Guappecartò
  - 30-06-2019 (Pozzuoli) Le Donne del Jazz
  - 05-07-2019 (Castello di Baia) Enrico Pieranunzi Quartet Featuring Valentina Ranalli
  - 06-07-2019 (Bacoli) Lorenzo Kruger
  - 09-07-2019 (Pozzuoli) João Gilberto un impossibile ritratto d’artista
  - 10.07-2019 (Terme romane di Baia) Stefania Tallini Uneven Trio
  - 11-07-2019 (Bacoli) New Dollie Dixie Jass Band
  - 12-07-2019 (Pozzuoli) Pepper and the Jellies
  - 13-07-2019 (Pozzuoli) Monica Marra 4ET
  - 14-07-2019 (Pozzuoli) Vico San Gennaro Jazz Quartet
  - 17-07-2019 (Pozzuoli) Laboratorio Jazz per i piccoli
  - 19-07-2019 (Quarto) Standard Jazz Trio
  - 19-07-2019 (Bacoli) Parco in jazz con trio special guest Umberto Muselli
  - 20-17-2019 (Parco sommerso di Baia) Emmet Ray Manouche Orchestra
  - 23-07-2019 (Anfiteatro Flavio) Filippo Vignali Quartet
  - 23-07-2019 (Acropoli di Cuma) Giovanni Guidi Piano Solo
  - 24-07-2019 (Bacoli) Marco Gesualdi Now Quartet feat Rossella Rizzato
  - 25-07-2019 (Pozzuoli) Luca Mennella in concerto
  - 27-07-2019 (Pozzuoli) Jazz in vignaLa darsena ("'U Valione")

- IX edizione (5-21 luglio 2018)

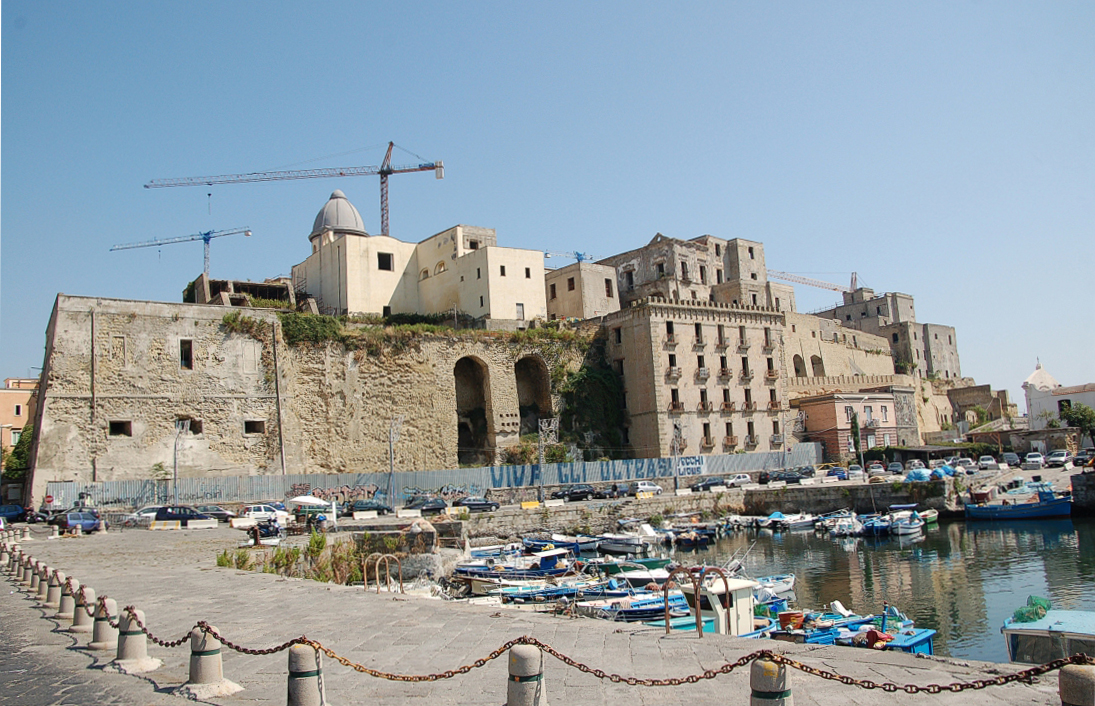
La darsena ("'U Valione")

  - 06-07-2018 (Capo Miseno): Emilia Zamuner quartet
  - 07-07-2018 (Acropoli di Cuma): New talentes jazz orchestra
  - 15-07-2018 (Pozzuoli): Dr Jazz Dirty Bucks swing band
  - 14-07-2018 (Terme di Baia): Yamandu Costa
  - 15-07-2018 (Terme di Baia): Ada Montellanico quintet
  - 19-07-2018 (Lago Lucrino): Lorenzo Hengeller
  - 21-07-2018 (Castello aragonese di Baia): Enrico Intra & Joice Yuille ensamble

- VIII edizione (5-15 luglio 2017)
  - 05-07-2017 (Pozzuoli): Armanda Desidery trio
  - 06-07-2017 (Terme di Nettuno): Maria Chiara Argirò in quintett
  - 07-07-2017 (Villa Avellino, Pozzuoli): Ivan Dalia
  - 08-07-2017 (Terme di Nettuno): Dr. Jazz & Dirty Bucks Swing
  - 09-07-2017 (Terme di Nettuno): Absolute Beginners al PJF,  giovani gruppi emergenti
  - 12-07-2017 (Parco Archeologico di Cuma): Vincent Peirani e Émile Parisien
  - 15-07-2017 (Terme di Nettuno): Antonio Sanchez & Migration Band
- VII edizione (22-26 giugno e 13 agosto 2016)
  - 22-06-2016 (Solfatara): JP-Orchestra Jazz Parthenopea con Paolo Fresu
  - 24-06-2016 (Terme di Nettuno): quartetto di Giovanni Amato
  - 25-06-2016 (Museo Archeologico dei Campi Flegrei): Michel Portal e Bojan Z
  - 26-06-2016 (Terme di Nettuno): Michela Sabia
  - 13-08-2016 (Villa Matarese di Monte di Procida): Marcio Rangel e Nonato Luiz
- VI edizione (27 giugno - 17 luglio 2015)
  - 27-06-2015 (Vulcano Solfatara): Kefaya e Slivovitz con Daniele Sepe
  - 02-07-2015 (Darsena "'u Valione"): Mario Nappi trio, Tribunal Mist Jazz Band
  - 04-07-2015 (Rione Terra): Pepper and The Jellies
  - 05-07-2015 (Terme di Nettuno): Enzo Pietropaoli Yatra quartet
  - 11-07-2015 (Fondi di Baia): Lino Patruno trio
  - 12-07-2015 (Vulcano Solfatara): Jarrod Lawson
  - 17-07-2015: (Lido Giardino, Arco Felice): Camera Soul
- V edizione (17-27 luglio 2014)[5]
  - 17-07-2014 (Rione Terra): True Blues Band di Massimo Bevilacqua, Vincenzo Danise Paradox Quartet
  - 20-07-2014 (Terme di Nettuno): Soeren Lampe and the Danish Jazz Ambassadors Quintet
  - 21-07-2014 (Complesso turistico Damiani): Giuseppe Bassi e Mission Formosa
  - 22-07-2014 (Vulcano Solfatara): Danilo Rea piano solo
  - 25-07-2014 (Vulcano Solfatara): Alessandro Lanzoni trio
  - 27-07-2014 (Vulcano Solfatara): Roberta Gambarini e Roy Hargrove quintet

- IV edizione (4-27 luglio 2013)[6]

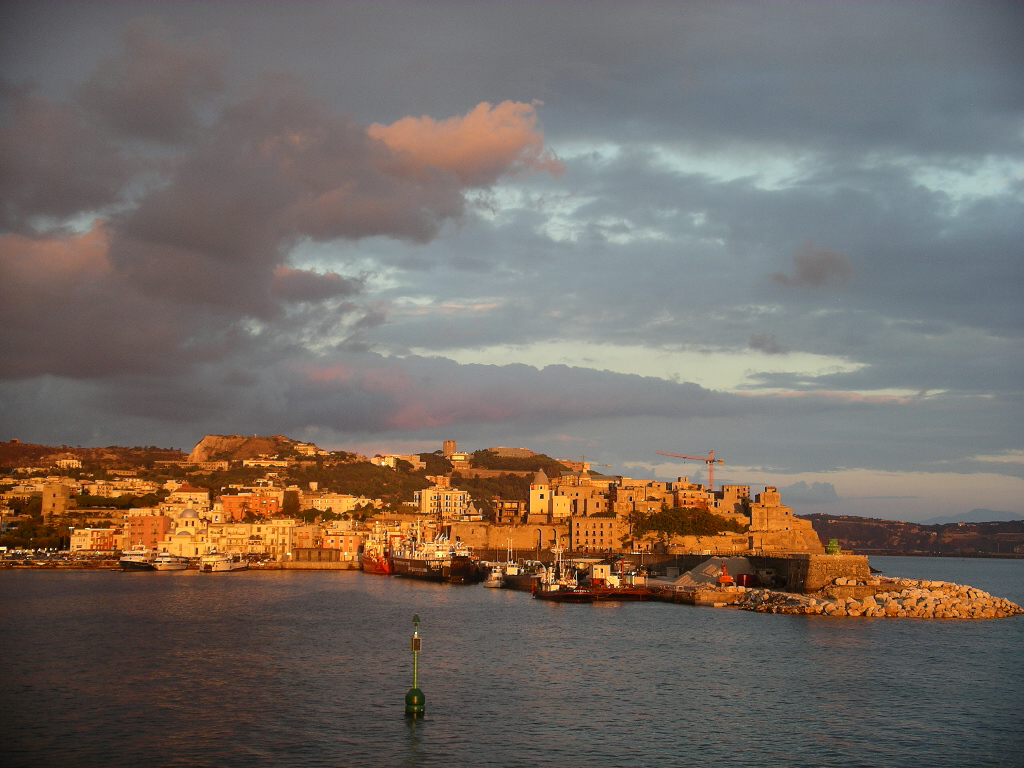
Il Rione Terra di Pozzuoli

  - 04-07-2013 (Rampe R. Causa): Jazz Street Art: Mariella Pandolfi Trio, guest Luca Signorino. Performance di Vincenzo Palumbo
  - 10-07-2013 (Darsena 'u Valione): Mz Dee & Maurizio Pugno large band, feat. Alberto Marsico & Gio Rossi and The Cape Horns
  - 16-07-2013 (Casina Vanvitelliana): Flavio Boltro e Marcio Rangel
  - 19-07-2013 (Terme di Nettuno): Roberta Gambarini Quintet
  - 21-07-2013 (Vulcano Solfatara): Matteo Ranieri/Francesco Catalucci e Roy Hargrove Quintet[7]
- III edizione (3-14 luglio e 18 luglio 2012)
  - Rosario Giuliani Quartet (Vulcano Solfatara)
  - Roberta Gambarini Quintet
  - Ionata-Bassi-Angelucci Trio
  - I discepoli di Art (Blakey)
  - Mario Francini
  - Enzo Amazio Group
  - Simone Clarelli
  - U.S. Naval Forces Europe band
  - Kelly Joyce & the Four Crackers
- II edizione (8-16 luglio 2011)
  - Fous du Port Dixieland Jazz Band
  - Paolo Licastro
  - Kelly Joyce
  - Mario Romano Ensemble
  - Slivovitz
  - Sarah Jane Morris
  - Antonello Salis
  - Virginia Sorrentino, Pietro Condorelli e Marco De Tilla
  - Elisabetta Serio Trio
  - Bebo Ferra Quartet
- I edizione (9-11 settembre 2010)
  - Concerto di Renato Sellani alle Terme di Nettuno, preceduto da "aspettando il concerto", con Andrea Palazzo (chitarra) e Sara Grieco (voce) e da un intervento di Mario Sirpettino, giornalista ed esperto di storia locale
  - Concerto del Fabiana Martone Quartet, preceduto da "aspettando il concerto" con Mariagrazia Liccardo che legge brani di "Novecento" di Alessandro Baricco. A seguire Salvatore Di Fraia con "Jazzando Puteoli" insieme a Enzo Amazio Quintet
  - Concerto de Walter Ricci Quartet preceduto da "aspettando il concerto, con Diksha Duo e Giorgio Molfini e dalle letture di Simona Maiozzi dei versi di Ovidio e Virgilio.
  - Concerto del Max Puglia Quartet

## Galleria d'immagini

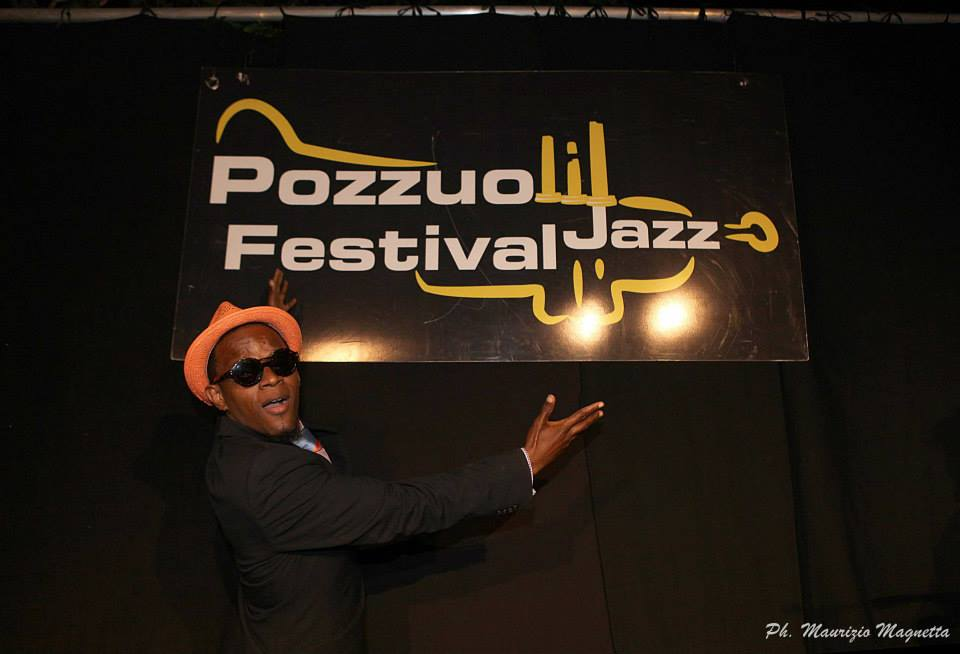
Quincy Philips (Roy Argrove Quintet), PJF 2013
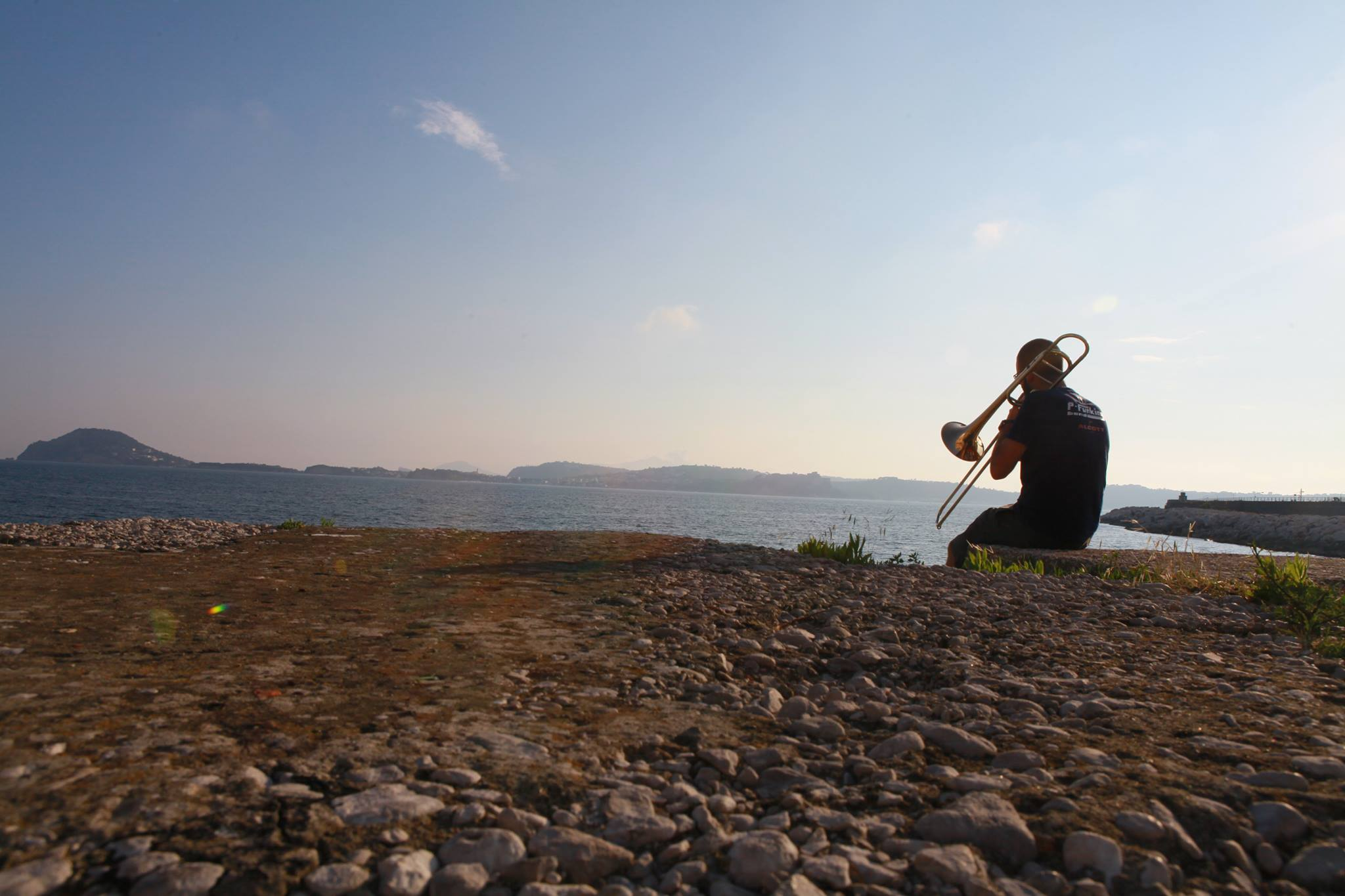
PJF alla Darsena di Pozzuoli, PJF 2013
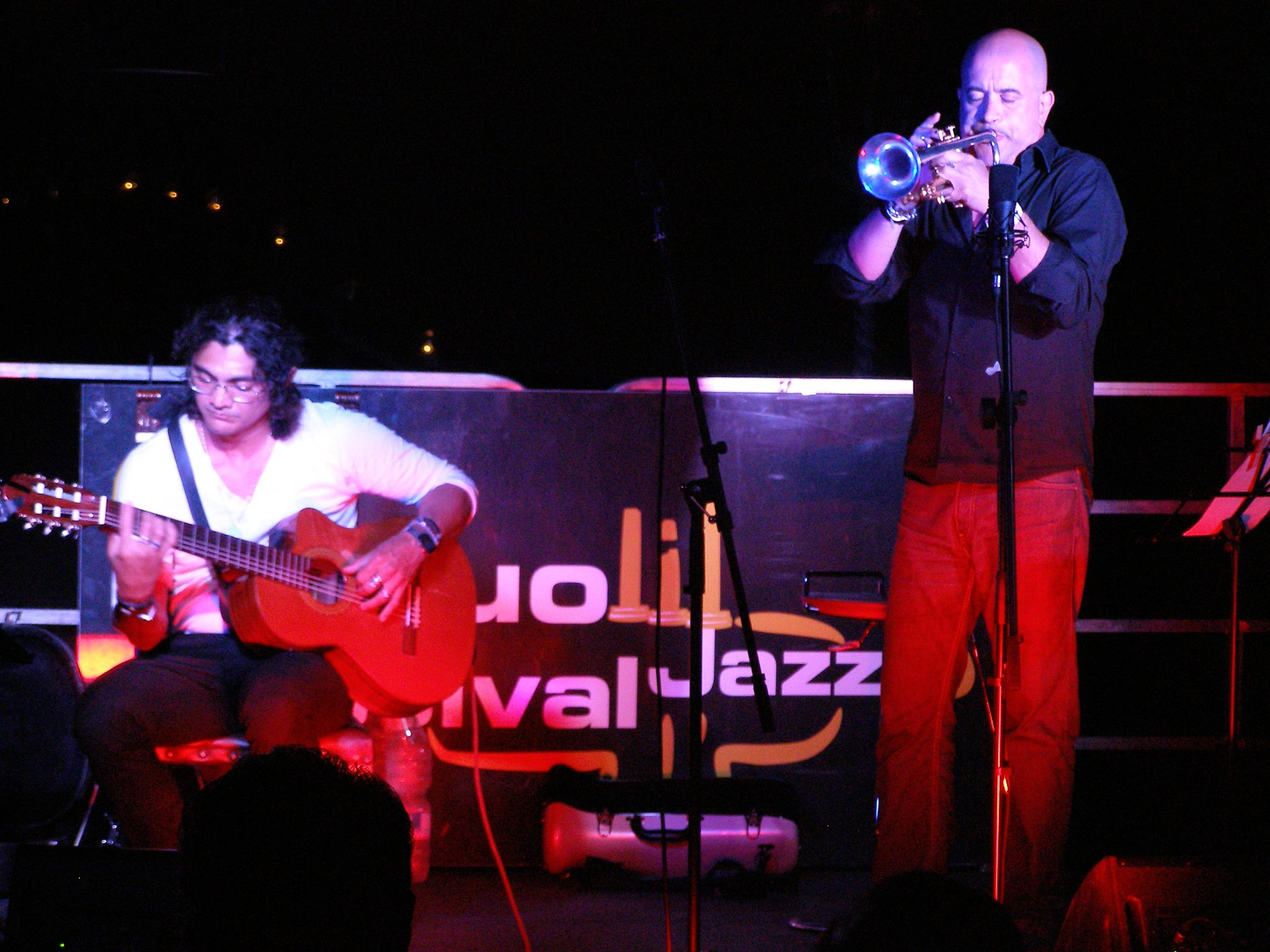
Flavio Boltro e Marcio Rangel, PJF 2013
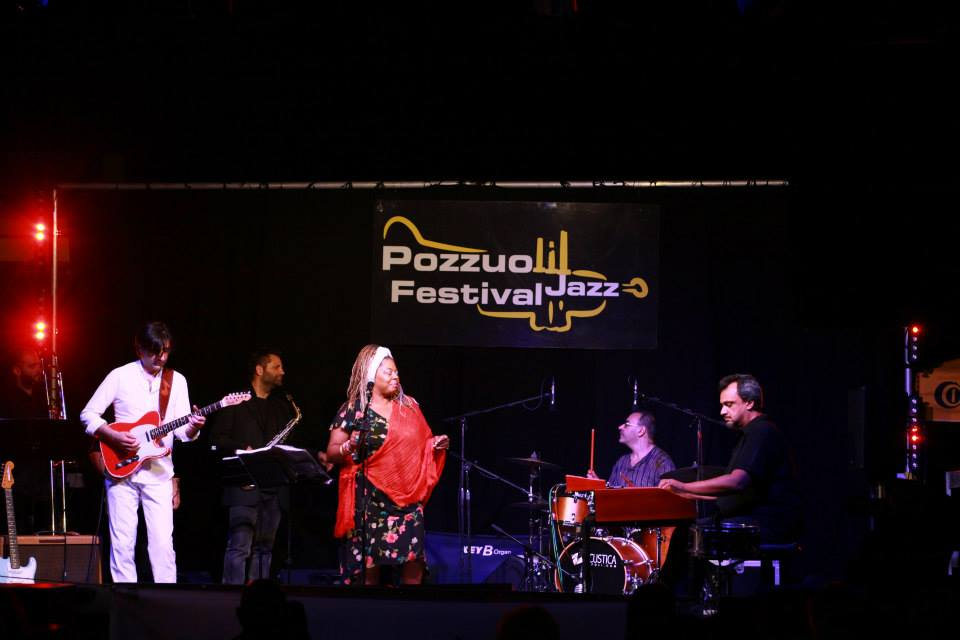
M Dee and Alberto Pugno Large Band, PJF 2013
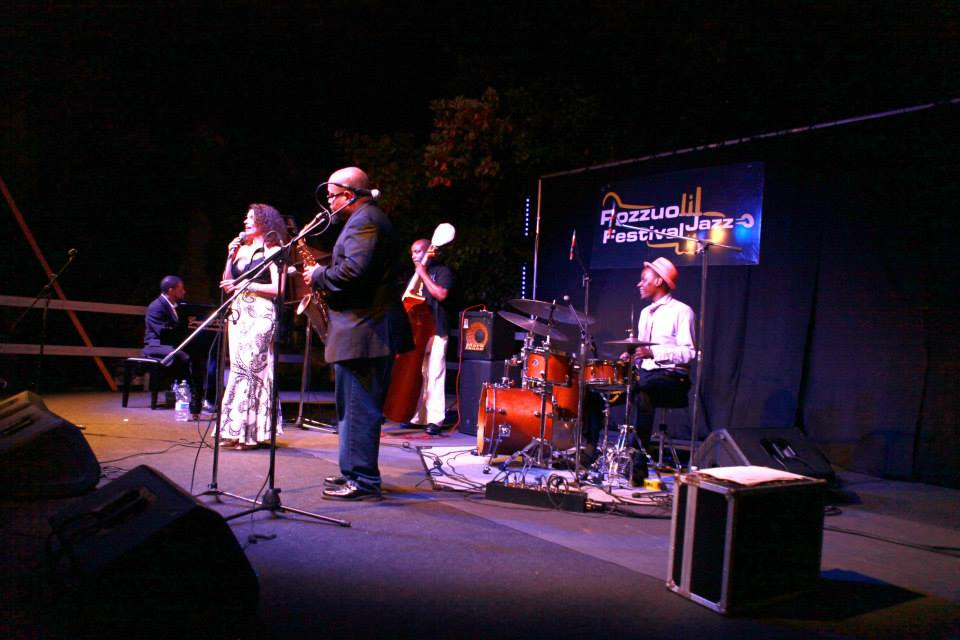
Roberta Gambarini Quintet, PJF 2013
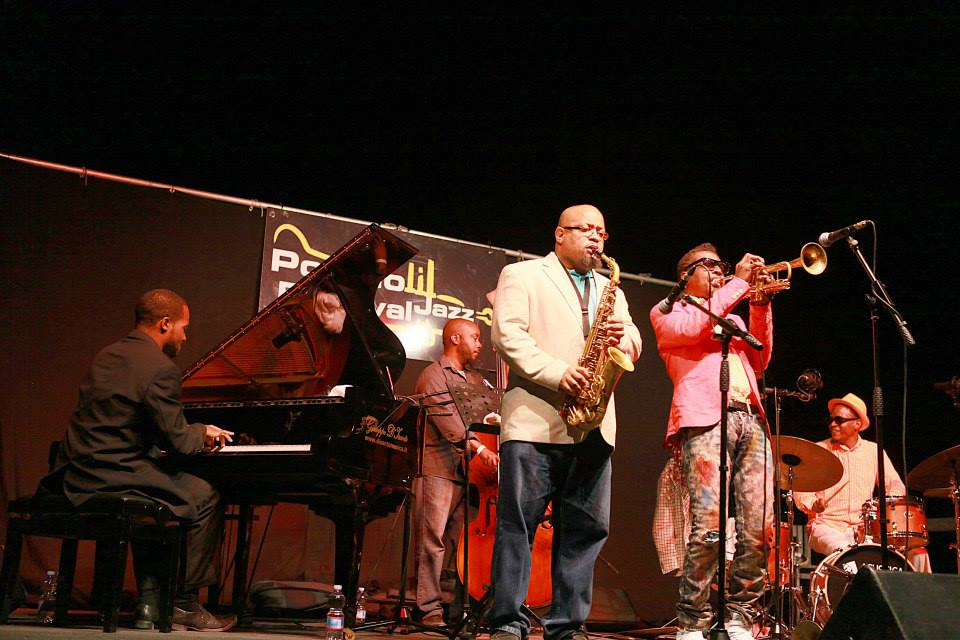
Roy Hargrove Quintet, PJF 2013